# Mystacornis crossleyi
Il garrulo di Crossley (Mystacornis crossleyi (A.Grandidier, 1870)) è un uccello della famiglia Vangidae, endemico del Madagascar. È l'unica specie del genere Mystacornis Sharpe, 1870.